# Kongeriget Jugoslavien
Kongeriget Jugoslavien (serbo-kroatisk: Kraljevina Jugoslavija / Краљевина Југославија) var et kongerige på Balkan som eksisterede fra slutningen af 1. verdenskrig til 2. verdenskrig.

## Forfatning
I henhold til forfatningen af 28. juni 1921 var Jugoslavien et konstitutionelt, arveligt og parlamentarisk monarki. Kongen var den øverstbefalende over landets stridskræfter og kunne erklære krig, hvis landet blev angrebet eller blev genstand for krigserklæring, samt slutte fred. Han sammenkaldte og opløste folkerepræsentationen (narodna skupština), som bestod af et for 4 år valgt kammer med 313 medlemmer (l for hver 40.000 indbygger). Valgret havde enhver medborger, som var fyldt 21 år og ikke faldt under straffelovens dom, men kun mennesker af serbisk, kroatisk eller slovensk nationalitet var valgbare til skupštinaen, såfremt de ikke havde været bosatte i landet mindst 10 år. Folkerepræsentanterne skulle i tale og skrift være kyndige i serbisk sprog.
Regeringen bestod af 18 medlemmer:
- ministerpræsidenten,
- udenrigsministeren,
- indenrigsministeren,
- ministeren for sikring af større samordning i lovgivningen,
- justitsministeren,
- handelsministeren,
- ministeren for post og telegraf,
- jordbrugsministeren,
- ministeren for agrare reformer,
- finansministeren,
- undervisningsministeren,
- socialministeren,
- kulturministeren,
- ministeren for miner og skove,
- sundhedsministeren,
- forsvarsministeren,
- ministeren for offentlige arbejder og
- kommunikationsministeren.

## Forsvaret
Forsvarsvæsenet var ordnet omkring den tidligere serbiske armé samt kroatiske, slovenske, bosniske, hercegovinske og dalmatiske troppedelinger i den tidligere østrigske armé. Riget var inddelt i 4 arméområder. Hver armé udgjordes af 3-5 infanteri-divisioner, i alt 16 divisioner. Hver division bestod af l infanteri-brigade, med 3 regimenter om 3 båt. og l maskingeværafdeling, og l artilleri-brigade med 2 regimenter. Desuden indgik i hver og en af de 4 arméer l tungt artilleriregiment, l pioner- og 1/2 pontonbataljon samt l flyveeskader. I hele arméen (hæren) indgik desuden 2 kavaleri-divisioner, om 4 regimenter om 4 skvadroner og l maskingevær-afdeling, 3 artilleri-regimenter, l flyve-, l jernbane- og l automobilenhed. Dertil kom 8,000 mand grænsebevogtning og et talrigt gendarmeri.
Fredsstyrken opgik til 6,740 officerer og 109,000 mand. Hensigten var at kunne opsætte tropper af anden og tredje reserver ligesom i den tidligere serbiske armé.
Rekrutteringen hvilede på en forordning med en tjenestetid, som rakte til 50 års alder, og 18-24 måneders tjenestegørelse.
Flåden udgjordes af 12 ældre torpedobåde (anvendte til kystbevogtning), nogle patruljebåde og 4 tidligere østrigske monitorer (på Donau).

## Retsvæsen
Retsvæsenet var ved den nye forfatning organiseret efter serbisk forbillede med domstole i to instanser.

## Statsregnskabet
Budgettet for 1923-24 optog indkomster til 8,935 mio. dinarer (deraf for jernbaner 1.900 mio., monopol 1.742 mio., direkte skatter 1.393 mio., krigskonjunkturskat 1.225 mio. og toldafgifter 318 mio. dinarer) samt udgifter til 8.934,6 mio. dinarer (deraf for kommunikationsvæsenet 1.544,14 mio., for forsvaret 1.508,13 mio. og for statsgælden 1.059,4 mio. dinarer). Statsgælden opgår til omkring 4.000 mio. francs (omkring halvdelen krigsgæld).

## Bankvæsen
Rigets fornemmeste bank var nationalbanken i Beograd med en nominel kapital på 50 mio. dinarer. Den havde ret til at udstede sedler til en værdi af 3 gange beløbet af dens metalliske valuta, 1. november 1922 var der sedler i omløb til en værdi af 4,013,6 mio. dinarer.

## Administrativ inddeling
Riget var fra 1922 inddelt i 33 departementer (oblast) og disse igen i distrikter (okrug, ledet af en okruzni natschelnik, og sreza, ledet af en srezni natschelnik) samt kommuner (opština, ledet af en opštinski predsednik) og stæder (grad, ledet af en gradski natschelnik).
Jugoslavien blev inddelt i 9 banovinas, tillige kaldet banater, mellem 1929 og 1941. Fra 1918 var landet inddelt i 33 mindre regioner, men kong Alexander 1. af Jugoslavien ville have en ny administrativ inddeling, som helt adskilte sig fra de historiske provinser for at øge integrationen mellem folkegrupperne i det multietniske Jugoslavien. Alle banovinas fik navn efter floder.
Fra 1939 udgjorde Sava og Primorska, sammen med dele fra Vrbas, Zeta, Donau og Drina, banovina Kroatien. Hovedstad var som i banovina Sava Zagreb.
- Drava (gul), hovedstad Ljubljana
- Sava (rød), hovedstad Zagreb
- Primorska (lilla), hovedstad Split
- Vrbas (grøn), hovedstad Banja Luka
- Drina (orange), hovedstad Sarajevo
- Zeta (rosa), hovedstad Cetinje
- Donau (blå), hovedstad Novi Sad
- Morava (lysegul), hovedstad Niš
- Vardar (lysegrøn), hovedstad Skopje

- Belgrad var ingen banovina men styredes som en egen enhed.

## Befolkningsforhold
Af befolkningen taltes 1039 kvinder for hver 1.000 mand i 1921, hvilket forklares af de store tab, som de mange krige og dermed forbundne epidemier havde forvoldt blandt den mandlige befolkning.
Sprogligt var fordelingen den, at:
- 8.636.931 personer (71,0%) havde serbisk eller kroatisk,
- 1.023.565 slovensk (8,5%),
- 202.972 andre slaviske sprog,
- 183.073 rumænsk,
- 9.630 italiensk,
- 512.207 tysk,
- 472.079 ungarsk og
- 483.871 albansk som modersmål.

## Kirkevæsen
Den serbisk-ortodokse religion var statsreligion og omfattede af 47% af befolkningen (5.602.227 personer i 1920); desuden fandtes 4.735.154 romerske katolikker (39%), 1.337.687 muslimer (11%), 216.847 protestanter (2%), 64.159 jøder og 41.597 græske katolikker.
Fuldstændig religionsfrihed og ligestilling i henseende til rettigheder for alle af staten anerkendte trosbekendelser var formelt sikret. Den 17. juni 1919 blev ved en kongelig forordning (ukas) de serbiske, bosniske, montenegrinske, kroatisk-slavonske, slovenske, dalmatiske og ungarske, førhen selvstændige ortodokse kirker forenede til den pravoslavna (ortodokse, rettroende) kirke under højeste ledelse af den serbiske patriark i Ipek (Karlowitz). Disse kirkers ledende mænd havde den 26. maj 1919 proklameret kirkernes forening, og som autokefalt serbisk patriarkat, efterfølgende det 1346 organiserede, oprettedes Karlowitzpatriarkatet formelig den 12. september samme år. Den højeste kirkelige myndighed udgjordes af en af patriarken og 4 biskopper bestående biskoppelig synode (archijerejski sinod), valgt af samtlige biskopper og stående under patriarkens præsidium. Den kirkelige lovgivningsmagt udøvedes af en af samtlige biskopper bestående biskopforsamling (archijerejski sabor}. Patriarkatet var delt i 26 bispestifter, blandt hvilkes indehavere de 6 var metropolitter. For den ortodokse præsteuddannelse fandtes 5 serbisk-pravoslava logoslovijer samt pravoslava teologiske fakulteter i Belgrad og Zagreb (Agram).
Den romersk-katolske kirke havde 2 ærkebiskopper (i Zagreb og i Prizren) og 10 suffraganer samt teologisk fakultet ved universitetet i Zagreb.
Protestanterne havde endnu i 1924 intet formelt overhoved og var delt i 8 dekanat 1. seniorat.
Muslimerne havde endnu i 1924 ingen landsorganisation. I Sarajevo fandtes en overmufti og en reisulema; de økonomiske anliggender blev forvaltet af vakuf-mearifsynoden med 32 valgte medlemmer under ledelse af en præsident og en vicepræsident.
Jøderne havde 1 overrabbiner i Beograd og 19 rabbinere.
Blandt øvrige trosbekendelser kan nævnes gammelkatolikker, evangeliske brødre, minoriter og baptister.

## Uddannelsesvæsen
Undervisningsvæsenet besørgedes ved 7.062 folkeskoler med omkring 800.000 elever, 116 gymnasier, 16 pigeskoler, 21 lærer- og 12 lærerindeseminarier samt 37 realskoler og realgymnasier. For faglig uddannelse fandtes 147 handelsskoler, 86 fagskoler, 31 landbrugsskoler samt 1 skov- og bjergskole. Derudover fandtes 83 lavere handels- og fagskoler for piger, post- og telegrafskoler i Belgrad, Sarajevo og Zagreb, søkrigsskoler i Bakar (Buccari), Dubrovnik (Ragusa) og Kotor (Cattaro), musikskoler i Ljubjana (Laibach), Zagreb og Belgrad samt teaterskole i Zagreb.
Universiteter fandtes i Belgrad, Zagreb og Ljubljana (Laibach), juridisk fakultet i Subotica (Maria-Teresiopel) og filosofisk i Skoplje, teknisk højskole, veterinærinstitut og handelshøjskole i Zagreb.
Folkeuddannelsen stod dog endnu lavt, idet at i det nordlige Serbien omkring 80%, i det sydlige Serbien 90%, i Kroatien-Slavonien 47% og i de andre tidligere østrigske dele af staten omkring 38% af befolkningen var analfabeter.

## Retsvæsen
Retsvæsener var ordnet på samme måde som tidligere i de enkelte statsdele. En kassationsdomstol blev oprettet i Zagreb.

## Næringsveje
Af det samlede areal, dyrkede (4,ses mio. ha) udgjorde omkring 21% agerjord, 4% vin- og frugttræsavl, 6,3% skov, 11% eng, alt som privatejendom. Resten, som tilhørte staten, var overvejende skov. De mest betydningsfulde jordbrugsprodukter 1921 var:
| Afgrøde | Udbytte i T | Afgrøde    | Udbytte i T |
| ------- | ----------- | ---------- | ----------- |
| Majs    | 1.909.640   | Kartofler  | 780.815     |
| Havre   | 214.244     | Byg        | 290.988     |
| Hvede   | 1.409.392   | Sukkerroer | 188.815     |
| Rug     | 147.585     | Hamp       | 21.182      |

Dyrkningen af frugttræer omfattede i 1921 59 mio. blomme-, 6,9 mio. æble-, 3,9 mio. pære- og 3,3 mio. oliventræer (fortrinsvis i Dalmatien). Vingårde optog 171.623 ha og gav 31,5 mio. hl. vin i 1922. Også tobaksdyrkning var betydelig og gav omkring 9.000 ton i udbytte dette år. Husdyrholdet omfattede blandt andet 1,01 mio. heste, mulddyr og æsler, 4,0 mio. stk kvæg, 8,46 mio. får, 0,89 mio. svin og 1,15 mio. geder.
Skovene omfattede 7,307 mio. ha og fandtes mest i Bosnien og Hercegovina. De bestod mest af bøg, eg og gran og var oftest mindre veldyrkede.
De betydelige mineraltilgange omfattede stenkul, lignit, jern, kobber, guld, bly, antimon og cement. I 1921 foregik der minedrift i 78 stenkulsminer med et udbytte på 2,9 mill. ton. De vigtigste jernminer lå i Varesch og Ljubija, begge i Bosnien. Kobber kom mest fra Bor (Serbien; omkring 7.000 ton årligt). De vigtigste blyminer, i Mezica (Slovenien), gav årligt omkring 6.000 ton. Bergolja blev udvundet ved flere kilder i Kroatien. Af industrier bemærkedes især mølleindustri (mest i Bačka), fremstilling af øl, brændevin, væve- og garveriprodukter, samt ler- og jernvarer og frem for alt måttevævning, hovedsagelig i Pirot, i det sydøstre Serbien, hvis heluldsmåtter med ejendommelige farvekompositioner var berømte.

## Udenrigshandel
Udenrigshandelens værdi opgjordes til 4.122,09 mio. dinarer for importens og 2.460,73 mio. dinarer for eksportens vedkommende 1921. Mest importeredes jordbrugstilbehør, animalske produkter, kemikalier, maskiner og metaller. Eksporten udgjordes især af majs, byg, kvæg og andre levende dyr, blommer og tømmer. Handelen var rettet mod Østrig, Italien og Tjekkoslovakiet.

## Skibsfart
Jugoslaviens handelsflåde talte 271 dampskibe, i alt 89.105 ton og 259 sejlskibe, i alt 18.022 ton 1922. Udenrigsskibsfarten omfattede 4.021 sejlskibe, i alt 177.038 ton og 12.727 dampskibe, i alt 3.058.661 ton ind- og udklarerede 1921.

## Jernbanedrift
Jernbanernes længde var i 1921 9.164 km, hvoraf 7.597 km tilhørte staten. Postkontorernes antal var 1.829 og telegrafstationernes 1.046 samme år. (telegraflinjelængde 20.388 km.). Telefonnettet omfattede 771 stationer og 17.841 km linjelængde samme år.

## Politisk historie

### Starten
Kongeriget blev etableret i 1918 med sit første navn «Kongeriget af Serbere, Kroater og Slovenere» (serbokroatisk: Краљевина Срба, Хрвата и Словенаца/Kraljevina Srba, Hrvata i Slovenaca)
1. december 1918 blev det nye kongerige proklameret af Alexander 1. af Jugoslavien, som var prinsregent for sin far Peter 1. af Jugoslavien. Det nye kongerige var sammensat af de tidligere uafhængige kongeriger Serbien og Montenegro, og fik efter Saint-Germain-traktaten store områder, som tidligere var dele af Østrig-Ungarn: Kroatien, Slovenien og Vojvodina, fra den ungarske del af dobbeltmonarkiet, Krain, dele af Steiermark og det meste af den østrigske del af Dalmatien fra den østrigske del, samt provinsen Bosnien-Hercegovina, der havde været besat af Østrig-Ungarn siden 1878 og officielt annekteret siden 1908.
Kongeriget havde sine grænser til Italien og Østrig i nordvest, Ungarn og Rumænien i nord, Bulgarien i øst, Grækenland og Albanien i syd, og Adriaterhavet i vest.
Der blev holdt en folkeafstemning i provinsen Kärnten, som valgte at forblive i Østrig. Den dalmatiske havneby Zadar (Zara på italiensk) og nogle få af de dalmatiske øer blev givet til Italien. Byen Rijeka (Fiume på italiensk) blev erklæret en uafhængig fristad, men blev snart okkuperet og annekteret af Italien. Spændingerne mellem de to lande fortsatte, da Italien krævede mere af den dalmatiske kyst og Jugoslavien krævede Istrien, som siden 1814 havde været en del af det tidligere kejserrige (Küstenland), men senere blev annekteret af Italien. Indbyggerne var stort set slovenere og kroater.
Den nye regering forsøgte at integrere det nye land politisk og økonomisk; en opgave, som var vanskelig pga. de store forskelle mellem nogle af sprogene, nationaliteterne og religionerne i den nye stat, de forskellige historier i de respektive regioner og store forskelle i økonomisk styrke mellem regionerne.

### Tidlig politik
Umiddelbart efter proklamationen 1. december begyndte forhandlinger mellem folkets råd (fra den tidligere Stat af slovener, kroater og serbere) og den serbiske regering. De resulterede i en aftale om, at den nye regering skulle ledes af Nikola Pašić. Men da aftalen blev sendt til regenten for godkendelse, blev den forkastet, og dette skabte den første krise for regeringen. Alle deltagende parter så på dette som et brud på parlamentariske principper, men krisen løste sig, da de blev enige om at erstatte Pašić med Stojan Protić, et andet ledende medlem af hans radikale parti.
Den nye regering blev indsat 20. december 1918.
I perioden før valget af Rigsforsamlingen, som skulle udarbejde grundloven, tjente en provisorisk folkerepræsentation, sat sammen af delegater fra de forskellige valgkredse, som havde eksistertet før, som parlament. En reorganisering af de politiske partier førte til, at flere medlemmer af den serbiske opposition sluttede sig sammen med politiske partier fra det tidligere Østrig-Ungarn og skabte det nye Demokratiske parti, som dominerede den provisoriske repræsentation og regeringen.
Fordi det Demokratiske parti, ledet af Ljubomir Davidović, gik stærkt ind for en centraliseret stat, gik mange kroater med i oppositionen. Men det Radikale parti var ikke tilfreds med kun at have fået tre ministerposter, mens det Demokratiske parti havde 11, så den 16. august 1919 trak Stojan Protić sig fra regeringen. Ljubomir Davidović dannede da en koalition med Socialdemokraterne. Denne regering havde med én stemmes overvægt flertal i den provisoriske folkeforsamling. Oppositionen begyndte da at boykotte parlamentet, og siden regeringen ikke altid kunne være sikker på, at alle dens støttespillere ville stille op, blev det umulig at afholde møder i parlamentet. Davidović gik hurtigt af, men siden ingen andre kunne danne regering, blev han statsminister nok en gang. Da oppositionen fortsatte sin boykot, så regeringen ingen anden udvej end at styre uden parlament. Dette fik oppositionen til at fordømme afgørelsen, og den begynde at kalde sig selv «det parlamentariske fællesskab». Davidović indså selv at situationen var uholdbar og anmodede Kongen om umiddelbart at udskrive valg til den grundlovgivende Rigsforsamling. Da Kongen nægtede dette, følte Davidović at han ikke havde noget andet valg end at gå af.
Det parlamentariske fællesskab dannede så en regering ledet af Stojan Protić med det mål at indføre parlamentariske normer og modarbejde den forrige regerings centraliseringspolitik. Deres modstand mod den tidligere regerings program om radikale landreformer gjorde dem endnu mere splittede. Men det Demokratiske parti og Socialdemokraterne boykottede nu parlamentet, og Protić kunne ikke samle et tilstrækkelig flertal. Det parlamentariske fællesskab, som nu var regering, ble derfor tvunget til at styre uden parlament.
Det parlamentariske fællesskab brød dermed med det grundlæggende princip, som havde ført til, at det blev dannet, og dermed satte det sig selv i en ekstremt vanskelig situation. I april 1920 førte udbredt misfornøjelse blandt arbejdere bl.a. til en strejke ved jernbanen, og dette satte de politiske partier under et stærkt pres for at slutte fred. Efter vellykkede forhandlinger gik Protić af og banede vej for en ny regering ledet af den politisk neutrale Milenko Vesnić. Socialdemokraterne fulgte ikke sine tidligere allierede, det Demokratiske parti, ind i regeringen, fordi de var imod de antikommunistiske tiltag som regeringen ønskede at gennemføre.
Kontroverserne, som tidligere havde splittet parterne, var fortsat aktuelle. Det Demokratiske parti fortsatte med at presse på for centralisering og radikale landreformer. Uenighed om valgloven førte til, at det Demokratiske parti stemte imod regeringen i parlamentet, så den ikke længere havde flertal. Til trods for, at dette parlaments møde ikke havde fuldmagt, valgte Vesnić alligevel at gå af. Følgerne var, at det Radikale parti accepterede behovet for centralisering, at det Demokratiske parti trak sit krav om landreformer tilbage, og at Vesnić igen blev leder for en ny regering. De kroatiske og slovenske politikere var ikke glade for centraliserings-politikken, og det var Stojan Protić heller ikke, og han trak sig fra regeringen på grund af dette.
I september 1920 udbrød der uroligheder blandt bønder i Kroatien på grund af at deres køer blev registreret og mærket. De kroatiske politikere gav regeringens centraliserings-politik og specielt minister Svetozar Pribićević skylden.

### Fra Rigsforsamling til diktatur
En af de få love som den provisoriske repræsentation fik igennem, var valgloven for Rigsforsamlingen. Under forhandlingerne forud for oprettelsen af den nye stat var der blevet enighed om at valgene skulle være hemmelige og baseret på almindelig stemmeret. Det gik ikke op for repræsentanterne at almindelig stemmeret også ville inkludere kvinderne før en organisation for kvindelig stemmeret dukkede op samtidig med at staten blev oprettet. Socialdemokrater og slovenske politikere var for kvindelig stemmeret, men de Radikale var imod. Det Demokratiske parti var åbent for ideen, men brændte ikke så meget for den at det var villig til at give det tilstrækkelig parlamentarisk støtte, så forslaget blev nedstemt.
Valget blev holdt 28. november 1920. Da stemmerne var talt op, havde det Demokratiske parti fået flere stemmer end de Radikale, men kun én repræsentant mere. For et politisk parti som havde vært så dominerende i den provisoriske repræsentation, var dette et nederlag. Dertil havde det gjort det betydelig dårligere i alle områder som tidligere havde tilhørt Østrig-Ungarn. Dette svækkede troen på at dets egen centraliserings-politik havde støtte hos et flertal af folket. De Radikale gjorde det ikke meget bedre i de samme områder, men for dem var det ikke et lige så stort problem, siden de erklærede sig som et rent serbisk parti.
Den mest dramatiske fremgang fik de to oppositionspartier. Lederne for Det kroatiske bondeparti blev løsladt fra fængsel ved starten af valgkampen og fik ikke meget tid tid til at forberede seig. Men Gligorijević mente at dette havde hjulpet dem mere end det havde hindret dem.
Resultaterne af valget gav Nikola Pasić en stærkere stilling. Demokraterne havde ikke andet valg en at samarbejde med de Radikale hvis de ønskede at videreføre sin centraliserings-politik. Pasić holdt også altid døren åben for et samarbejde med den kroatiske opposition. Demokratene og de Radikale var ikke stærke nok til at iværksætte grundloven på egen hånd og allierede sig derfor med JMO, de jugoslaviske muslimers organisation. Det muslimerne ønskede og fik, var samtykke til at bevare Bosniens grænser og at sikre at landreformerne ikke skulle gå ud over de muslimske jordejeres interesser i Bosnien.
Af frygt for at Jugoslavien skulle ende som monarki nægtede det kroatiske republikanske bondeparti at sværge troskab til Kongen, og dermed mistede de deres pladser i Rigsforsamlingen. Størstedelen af oppositionen indtog sine sæder, men boykottede senere forsamlingen, så der til sidst var få stemmer imod. Men for at få vedtaget grundloven var det nødvendigt med tilslutning fra mindst halvdelen af repræsentanterne, uanset hvor mange som faktisk afgav stemme, og det var derfor længe uvist om den ville blive vedtaget. Men til sidst sørgede Džemet, en lille gruppe muslimer fra Makedonien og Kosovo, for at flertallet var sikret.
28. juni 1921 blev grundloven vedtaget, og den etablerede en monarkistisk helstat i stedet for en forbundsstat. Den traditionelle distriktsinddeling fra før den 1. verdenskrig blev forkastet, og 33 nye administrative oblaster (provinser) blev dannet. Disse blev styrt fra centralregeringen.
Serbiske politikere så Serbien som bærebjælken for Jugoslavien , på samme måde som Piemonte havde været for Italien, eller Preussen for det Tyske Rige. I løbet af de næste år tiltog den kroatiske modstand mod den serbiske centraliseringspolitik. Stjepan Radić, leder for det kroatiske republikanske bondeparti, blev fængslet af politiske årsager. Han blev løsladt i 1925 og genindtog sin plads i parlamentet.
I foråret 1928 begyndte en bitter strid mellem kroaterne Stjepan Radić og Svetozar Pribičević mod serbiske politikere over godkendelsen af Nettuno-traktaten med Italien. Dette mobiliserede en kraftig nationalistisk modstand i Serbien, som fremkaldte voldsomme reaktioner fra flertallets side, og endog drabstrusler. 20. juni 1928 skødt og dræbte Puniša Račić, en montenegrinsk repræsentant, fem medlemmer af det kroatiske bondeparti, der i blandt lederen Stjepan Radić. Han blev ført til sygehuset, hvor han døde 8. oktober 1928.
Som følge af denne hændelse trak medlemmerne fra oppositionen sig ud af parlamentet og erklærede, at de ikke ville vende tilbage til et parlament, hvor flere af deres repræsentanter var blevet dræbt, og de krævede omvalg. På et møde i Zagreb 1. august trak de deres tilslutning til erklæringen af 1. december af 1920 tilbage og krævede, at forhandlingerne om sammenlægning skulle genoptages.

### 6. januar-diktaturet
Ikke længe efter, den 6. januar 1929, besvarede kong Aleksander den politiske krise som hændelsen i parlamentet havde fremprovokeret ved at afskaffe grundloven, suspendere parlamentet og indføre et diktatur. Dette blev kendt som 6. januar-diktaturet, Šestojanuarska diktatura. Han ændrede også landets navn til Kongeriget Jugoslavien, og senere, 3. oktober, reducerede han de 33 oblaster til 9 nye banovinaer.
Den kroatiska opposition mod den nye forfatning var stærk, og i 1932 udfærdigede Det Kroatiske Bondeparti et manifest for at forsøge at få en ende på den serbisk dominerede politik og diktaturet. Belgrad svarede med at fængsle mange politiske opponenter, hvilket også inkluderede Det Kroatiske Bondepartis leder Vladko Maček. I 1934 planlagde kong Aleksander at frigive Maček og indføre demokratiske reformer og forbedre relationerne mellem serbere og kroatere. Imidlertid blev kong Aleksander myrdet den 9. oktober 1934 i Marseille sammen den franske udenrigsminister Louis Barthou under et officielt statsbesøg. Morderen var Vlado Chernozemski, som var medlem i den makedonske organisationen VMRO. VMRO samarbejdede med blandt andet Ustaša og andre jugoslaviske radikale organisationer i eksil, som var blevet forbudte i hjemlandet. Eftersom Alexanders søn, Peter II af Jugoslavien, kun var 11 år ved faderens død, indsattes en formynderregering under hans fætter Paul af Jugoslavien.
I slutningen af 1930-erne fortsatte spændingerne mellem serbere og kroatere at vokse, da de forsøgte at skabe etnisk baserede føderale administrative regioner. Serberne ville have Makedonien, Vojvodina og Montenegro, mens kroaterne ville have Dalmatien og dele af Vojvodina. Begge sider gjorde krav på områder i Bosnien-Hercegovina, som hade en majoritet af bosniske muslimer. Nazi-Tysklands ekspansion i 1938 gav idéerne luft under vingerne, og i et forsøg på at løse konflikten udså prins Paul Dragiša Cvetković til statsminister mens Vladko Maček blev vicestatsminister. Dette førte til skabelsen af den autonome banovina Kroatien i 1939 med sit eget parlament (sabor) og en ban (guvernør) som var underlagt kongen. Disse forandringer var serberne imod. De frygtede for den serbiske minoritets situation i det nyskabte banovina Kroatien og ønskede yderligere områder i Bosnien-Hercegovina. Det nationale Ustaša i Kroatien var ligeledes modstandere af alle aftaler, som ikke indebar et selvstændigt Kroatien, som ikke inkluderede hele Bosnien-Hercegovina.

### Afslutningen for kongeriget
Af frygt for en invasion fra aksemagternes side og at blive inddraget i 2. verdenskrig underskrev prins Paul tremagtspagten den 25. marts 1941, som forudsatte et samarbejde med aksemagterne. På grund af denne beslutning udløstes store demonstrationer i Belgrad, og formynderregeringen blev styrtet ved et militærkup den 27. marts med støtte fra briterne.
Jugoslavien blev invaderet 6. april 1941 af aksemagterne. Landet kapitulerede kun 11 dage senere, og det var officielt okkuperet fra 17. april. Jugoslavien blev opdelt i flere entiteter mellem okkupationsmagterne Tyskland, Italien (med Albanien), Ungarn og Bulgarien. Endvidere oprettedes den selvstændige stat Kroatien (kaldt NDH). En mindre del udgjorde en serbisk stat under Milan Nedić, som fortsat anerkendte kong Peter II af Jugoslavien. Peter II, som var i eksil, var anerkendt som hele landets konge af de allierede, men i løbet af krigen overgik den egentlige magt til partisanerne og kommunisterne. Den 16. juni 1944 blev underskrevet en aftale mellem eksilregeringen og partisanerne som forenede de facto og de jure-magten i landet.
Det lykkedes partisaner at tvinge aksemagterne ud af Serbien i 1944 og resten af Jugoslavien i 1945. Den røde hær støttede dem i erobringen af Beograd og andre nærliggende områder, men trak sig ud umiddelbart efter krigens afslutning. I maj 1945 mødtes partisanerne med de allierede styrker udenfor Jugoslaviens grænser efter, at de også indtog Trieste og dele af de sydlige østrigske provinser Steiermark og Kärnten. Dette var områder, hvor slovenere og kroatere udgjorde folkeflertallet. Til trods for dette trak de sig tilbage i juni samme år.
Vestlige diplomaters forsøg på at forene partisanerne og de loyale tilhængere af kongehuset endte i Tito-Šubašić-aftalen i juni 1944. Men det lykkedes kommunisterne at lancere Tito som «national folkehelt» og indsætte ham som enehersker med titlen statsminister. Kongeriget Jugoslavien ophørte med at eksistere 2. december 1945, da kommunisterne erklærede oprettelsen af staten Demokratiske Føderative Jugoslavien . Navnet blev 31. januar 1946 forandret til Den Føderale Folkerepublik Jugoslavien da den nye grundlov blev proklameret. Den var formet efter den sovjetiske og etablerede landet som bestående af delrepublikker, den autonome serbiske provins Vojvodina, og det automome serbiske distrikt Kosovo-Metohija.

## Regenter
- Kong Peter I (1. december 1918 – 16. august 1921) (Regent Prins Aleksander herskede i kongens navn)
- Kong Aleksander 1. (16. august 1921 – 9. oktober 1934)
- Kong Peter II (9. oktober 1934 – 29. november 1945) *I eksil fra 13/14. april 1941
- Regentskab ledet af Prins Paul I (9. oktober 1934 – 27. mars 1941)

## Statsministre
- Stojan Protić (1918-1919)
- Ljubomir Davidović (1919-1920)
- Stojan Protić (1920)
- Milenko Vesnić (1920-1921)
- Nikola Pašić (1921-1924)
- Ljubomir Davidović (1924)
- Nikola Pašić (1924-1926)
- Nikola Uzunović (1926-1927)
- Velimir Vukićević (1927-1928)
- Anton Korošec (1928-1929)
- Petar Živković (1929-1932)
- Vojislaf Marinković (1932)
- Milan Srškić (1932-1934)
- Nikola Uzunović (1934)
- Bogoljub Jevtić (1934-1935)
- Milan Stojadinović (1935-1939)
- Dragiša Cvetković (1939-1941)